# غزوة بني قينقاع
غَزْوَةُ بَنِي قَينُقاع وقعت عام 624 جنوب المدينة المنورة وانتهت بجلاء يهود بني قينقاع.

## سبب الغزوة
عاش اليهود في عزلة عن أهل المدينة، وأطلقوا سيل المؤامرات والدسائس كمحاولة منهم للقضاء على الدولة الإسلامية.
حاول الرسول التفاهم معهم فجمعهم في سوقهم ونصحهم وذكرهم بمصير قريش في بدر، فردوا عليه: «يا محمد، لا يغرنك من نفسك أنك قتلت نفرا من قريش كانوا أغمارا – يعنون قلة خبرتهم في الحروب - لا يعرفون القتال، إنك لو قاتلتنا لعرفت أنا نحن الناس وأنك لم تلق مثلنا»
وكانت أول الجماعات اليهودية إعلانا لهذه العداوة بنو قينقاع الذين كانوا يسكنون أطراف المدينة، ولم يتوقفوا لحظة عن إحداث الشقاق وإثارة المشكلات بين صفوف المسلمين، وكانوا مصدر إيحاء وتوجيه للمنافقين، وتأييد وتشجيع للمشركين.
قيل ان سبب الغزوة لما حدث لتلك المرأة المسلمة زوجة أحد المسلمين الأنصار، التي كانت في السوق فقصدت أحد الصاغة اليهود لشراء حلي لها، وأثناء وجودها في محل ذلك الصائغ اليهودي، حاول بعض المستهترين من شباب اليهود كشف وجهها والحديث إليها، فامتنعت وأنهته. فقام صاحب المحل الصائغ اليهودي بربط طرف ثوبها وعقده إلى ظهرها، فلما وقفت ارتفع ثوبها وانكشف جسدها. فاخذ اليهود يضحكون منها ويتندرون عليها فصاحت تستنجد من يعينها عليهم. فتقدم رجل مسلم رأى ما حدث لها، فهجم على اليهودي فقتله، ولما حاول منعهم عنها وإخراجها من بينهم تكاثر عليه اليهود وقتلوه.
إلا أن العديد من المؤرخين يفند هذه الرواية إذ: لم يرو هذه الحادثة ابن إسحاق وكذا لم يذكرها الطبري في تاريخه ولا ابن سعد في طبقاته ولكن ذكرها ابن كثير وابن هشام ولا يوجد ذكر في المصادر التاريخية لاسم المرأة ولا اسم الصائغ ولا المسلم الذي قتله.

## أحداث الغزوة
قام رسول اللهِ محمدُ (صلى الله عليه وسلم) والمسلمون بحصار اليهود 15 ليلة حتى وافقه على حكمه وحاول أحد المنافقين التوسط فغضب الرسول وأجلاهم عن المدينة فجلا بنو قينقاع واتجهوا شمالا إلى الشام حيث أقاموا بأذرعات في شوال من السنة الثانية للهجرة تاركين وراءهم اموالهم واسلحتهم وادوات صياغتهم. وهكذا كان الغدر والخيانة سببا في طرد وإجلاء يهود بني قينقاع عن المدينة المنورة.

## موقف حلفاء بني قينقاع
حاول عبد الله بن أبي سلول تخليصهم من خلال شفاعته عند النبي، فقد ذهب إليه وقال:" يا محمد، أحسن في موالي - وكانوا حلفاء الخزرج قبل الهجرة – "، فأبطأ عليه رسول الله، فقال: " يا محمد، أحسن في موالي، فأعرض عنه، فأدخل يده في ثوب رسول الله وجذبه بقوة، فغضب النبي حتى احمر وجهه وقال: (أرسلني)، فقال له: " لا والله لا أرسلك حتى تحسن في موالي، قد منعوني من الأحمر والأسود، تحصدهم في غداة واحدة؟ إني امرؤ أخشى الدوائر " فقال له رسول الله: (هم لك). (رواه ابن إسحاق).
أيضا الصحابي عبادة بن الصامت والذي كان حليفا آخر ليهود بني قينقاع، فقد أعلن براءته من حلفائه بكل وضوح قائلا: «يا رسول الله، أبرأ إلى الله وإلى رسوله من حلفهم، وأتولى الله ورسوله والمؤمنين، وأبرأ من حلف الكفار وولايتهم» (رواه ابن إسحاق).

## موقف النبي من بني قينقاع
غضب النبي لما وقع من يهود بني قينقاع الذي اعتبره خيانة وغدرا ونقض العهد وخرج ومعه المسلمون لمعاقبتهم فحاصروهم 15 خمسة عشر ليلة حتى اضطرهم إلى الاستسلام والنزول على حكمه الذي قضى بإخراجهم من ديارهم وتقول المصادر التاريخية ان ذلك كان ذلك في منتصف شوال من السنة الثانية للهجرة، كان عددهم سبعمائة رجل.